# Inversió en creixement
La inversió en creixement és un estil d'estratègia d'inversió centrada en l'apreciació del capital. Els que segueixen aquest estil, coneguts com a inversors de creixement, inverteixen en empreses que presenten signes de creixement per sobre de la mitjana, encara que el preu de les accions sembli car en termes de mètriques com ara el preu-benefici o les ràtios preu-compte. En l'ús típic, el terme "inversió de creixement" contrasta amb l'estratègia coneguda com a inversió de valor.
No obstant això, alguns inversors notables com Warren Buffett han afirmat que no hi ha cap diferència teòrica entre els conceptes de valor i creixement ("Growth and Value Investing s'uneixen al maluc"), ja que el creixement és sempre un component en el càlcul del valor, constituint una variable la importància de la qual pot variar de insignificant a enorme i l'impacte de la qual pot ser tant negatiu com positiu. Buffett ha reconegut la influència del seu soci comercial Charlie Munger en aquest punt de vista, que s'expressa millor pel famós Buffett dient "És molt millor comprar una empresa meravellosa a un preu just que una empresa justa a un preu meravellós".
Thomas Rowe Price, Jr. ha estat anomenat "el pare de la inversió en creixement" a causa del seu treball definint i promovent la inversió en creixement a través de la seva empresa T. Rowe Price, que va fundar el 1937 i que ara és una empresa d'inversió multinacional que cotitza en borsa.
També va influir en la configuració d'aquest estil d'inversió Phil Fisher, el llibre de 1958 "Common Stocks and Uncommon Profits" és encara avui una referència per identificar empreses en creixement.

## Distingir el creixement de la inversió de valor
La inversió de creixement consisteix a comprar accions d’empreses que encara no han arribat al seu màxim potencial. Els inversors que segueixen aquesta estratègia han de fer una recerca exhaustiva per identificar empreses amb oportunitats de creixement ràpid i capacitat per competir amb rivals més grans en el seu sector. A diferència de la inversió de valor, on els inversors busquen empreses infravalorades pel mercat, la inversió de creixement implica assumir un major risc invertint en empreses noves o emergents. Però si l’empresa té èxit, els inversors poden guanyar molt més diners que la mitjana del mercat.
Les empreses que poden créixer més ràpidament que la mitjana del mercat s'anomenen empreses en creixement. A diferència de les empreses més grans, que solen repartir dividends als seus accionistes, les empreses en creixement prefereixen reinvertir els seus beneficis per expandir l’empresa. Molts inversors es decanten per aquestes empreses perquè tenen un gran potencial. Aquest potencial sol estar relacionat amb el fet que l’empresa té un producte innovador o diferent que supera els productes dels seus competidors.

## Creixement a preu raonable
"Creixement a un preu raonable" és una estratègia que combina aspectes de creixement i inversió de valor. Els inversors que busquen creixement a un preu raonable busquen accions que creuen que oferiran un creixement superior a la mitjana, però que no siguin massa cares.
Després de l'esclat de la bombolla de les puntcom, el "creixement a qualsevol preu" ha caigut en desgracia. Adjuntar un preu elevat a un valor amb l'esperança d'un creixement elevat pot ser arriscat, ja que si la taxa de creixement no compleix les expectatives, el preu del valor pot caure en picat. Sovint està més de moda ara buscar accions amb altes taxes de creixement que cotitzen a valoracions raonables.

## Vehicles d'inversió de creixement
Hi ha moltes maneres d'executar una estratègia d'inversió de creixement. Alguns d'aquests inclouen:
- Els mercats emergents
- Accions de recuperació
- Xips blaus
- Estoc d'Internet i tecnologia
- Empreses més petites
- Situacions especials